# Abbazia della Benedicta

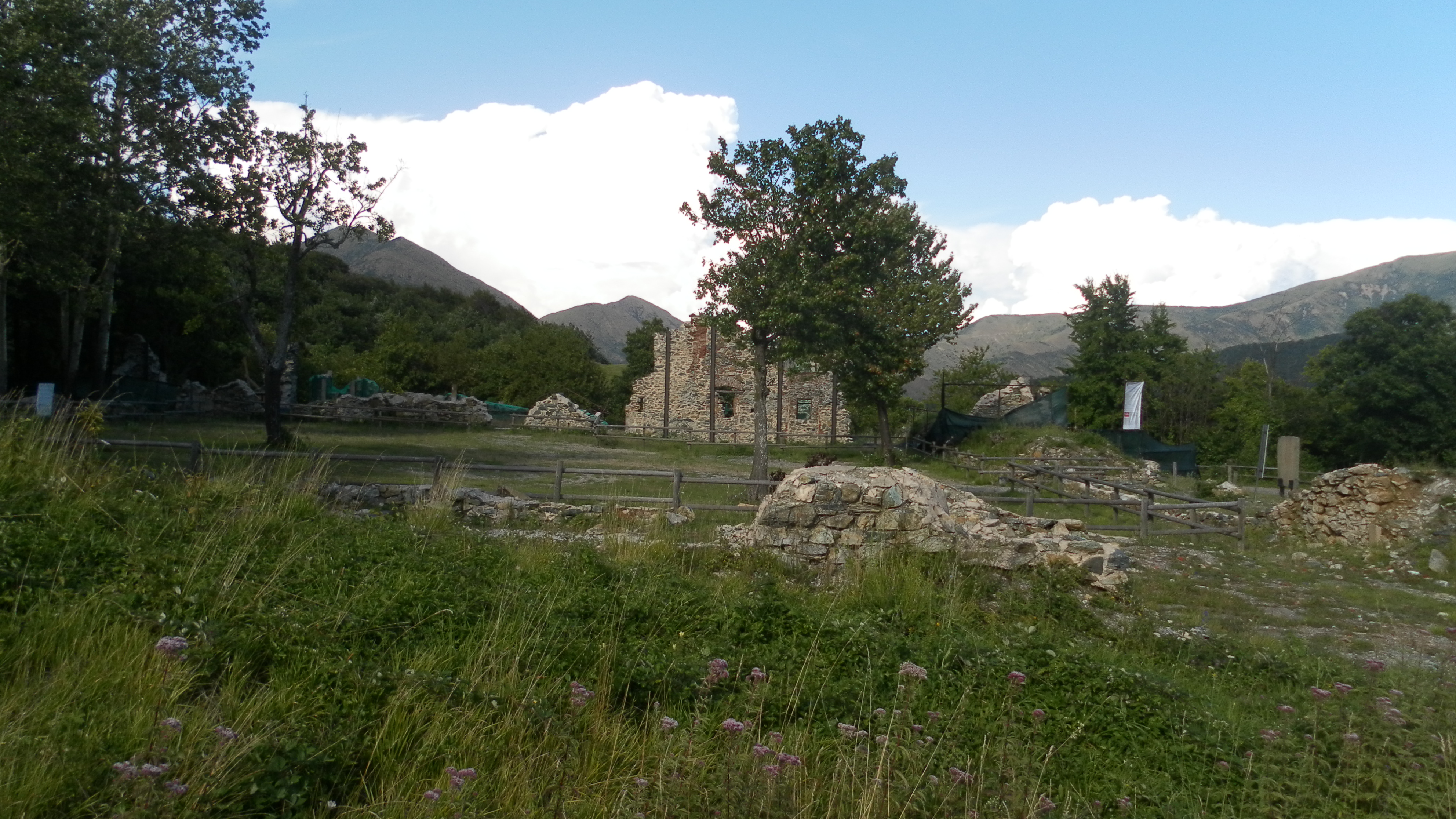
I ruderi dell'ex abbazia della Benedicta

L'abbazia della Benedicta (in ligure a Beneditta, nel medioevo conosciuta come La Benedetta e poi conosciuta dal XIX secolo come Villa Benedetta) era un'antica abbazia situata nei pressi di Capanne di Marcarolo nel comune di Bosio (AL) presso le falde del monte Tobbio (1.092 m) nell'Appennino ligure tra le valli Polcevera e Stura, non lontano da Genova.

## Storia
Le prime informazioni sull'abbazia risalgono all'XI secolo ed è uno dei primi insediamenti monastici nella zona e divenne anche luogo di sosta e di ristoro per chi affrontava pellerinaggi verso Roma, Santiago di Compostela e per Genova, dove i pellegrini si imbarcavano per la Terra santa.
Una volta abbandonato dai monaci benedettini divenne proprietà della famiglia Spinola e divenne il centro delle loro proprietà terriere nella zona.

Dopo l'abolizione dei feudi imperiali con Napoleone nel 1797 la proprietà passò al comune di Parodi Ligure che la utilizzò come granaio, un pozzo e alcuni cavalli, anche se alcune stanze furono utilizzate dai marchesi Spinola, l'ex abbazia quindi fu utilizzata in questo modo fino al 1944, come risulta da una descrizione di due abitanti del luogo:

L'ultima proprietaria dell'ex abbazia fu Thea Cattaneo della Volta Spinola, del ramo genovese di San Luca che erano anche i marchesi di Lerma.

Dopo l'8 settembre 1943 nei monti intorno alle Capanne di Marcarolo si rifugiarono numerosi renitenti alla leva, militari che avevano abbandonato l'Esercito e antifascisti, che aumentarono dopo il bando Graziani nella RSI del 18 febbraio 1944.
Così nella zona si installò la III Brigata Garibaldi Liguria e la Brigata autonoma Alessandria all'inizio del 1944 Capanne di Marcarolo divenne sede del comando della III Brigata Garibaldi Liguria e la Benedicta sede dell'intedenza.

Il 7 aprile 1944 la Benedicta e le vicinanze furono teatro di un forte rastrellamento delle forze nazifasciste, che portò ad un errore tattico delle forze partigiane, che affluirono nella zona della Benedicta invece di disperdersi. Le forze così raggruppate furono un facile bersaglio per l'eccidio nazifascista che avvenne tra il 7 e l'11 aprile 1944 che costò la vita a 147 partigiani.

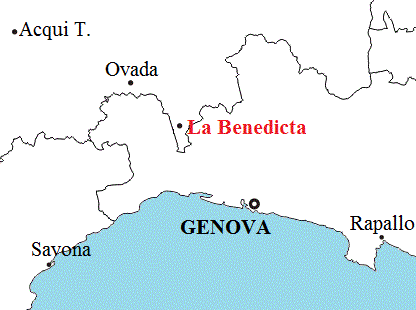
Posizione dell'ex abbazia della Benedicta

## La Benedicta oggi
Dopo anni di abbandono i ruderi dell'ex monastero benedettino, luogo della strage, sono stati oggetto di un'opera di restauro e recupero dal 2002 al 2009 che ha portato alla creazione del Sacrario dei Martiri della Benedicta.
Oggi l'eccidio della Benedicta è ricordato ogni anno con una manifestazione (alla quale hanno presenziato in passato i presidenti Saragat, Pertini e, nel 2004, Ciampi) e la Regione Piemonte - dopo il recupero dei ruderi dell'antica grangia benedettina, risalente all'XI secolo, fatta saltare dai tedeschi alla fine del rastrellamento - con la L.R. 1/2006 ha istituito un Centro di documentazione, nell'ambito del Parco della Pace della Benedicta. Nel 1999, per iniziativa di vari enti ed associazioni, fra cui il Consiglio Regionale del Piemonte, è stata costituita l'associazione "Memoria della Benedicta", al fine di promuovere la conoscenza, il recupero e la valorizzazione del sito. 
Il sacrario dei Martiri della Benedicta è oggi nel cuore del parco naturale delle Capanne di Marcarolo.